# Eyal Sivan
Pour les articles homonymes, voir Sivan (homonymie).
Eyal Sivan (en hébreu : אייל סיון), né le 9 septembre 1964 à Haïfa (Israël), est un producteur, réalisateur, essayiste et enseignant israélien basé à Paris.

## Biographie
Eyal Sivan a grandi à Jérusalem, il devient photographe à Tel-Aviv, puis rejoint la France en 1985 et s'installe à Paris. Depuis, il partage sa vie entre l'Europe et Israël. Il est l'auteur de plusieurs films documentaires reconnus et primés à travers le monde et en a produit beaucoup d'autres. Eyal Sivan dirige la société de production Momento ! et la société de distribution Scalpel. Il reçoit en 1990 le Prix de Rome du ministère de la culture français et réside un an à la Villa Médicis. Eyal Sivan a enseigné au Sapir Academic College à Sdérot dans le sud d'Israël. Il dirige un master de recherche artistique à la Nederlandse Filmacademie de l'université des arts d'Amsterdam.
Il a fondé et dirige la société de production et de distribution Momento !. Il est le fondateur et le rédacteur en chef de Makhbarot Kolnoa Darom (Cahiers du Cinéma Sud), revue israélienne de cinéma et politique, édité par Sapir Academic College. Il est membre du comité éditorial des éditions La Fabrique. Pendant plusieurs années, Eyal Sivan est professeur à la School of Arts and Digital Industries de l'université de Londres-Est, où il est chargé du master Film and New Media. Aujourd'hui, il enseigne à l’École des arts du son et de l'image à l'Académie Sapir en Israël, à la Nuova accademia di belle arti (NABA) à Milan et à la Nederlandse Filmacademie d'Amsterdam (NFA) et est Honorary Fellow au European Center of Palestine Studies à l'université d'Exeter. Eyal Sivan collabore à la revue de l'Union juive française pour la paix (UJFP), De l'autre côté.
Connu pour ses films engagés, ses travaux cinématographiques ont été projetés et primés dans des festivals internationaux prestigieux. Outre leur diffusion en salles et à la télévision, les films de Eyal Sivan sont régulièrement exposés dans le cadre d'importantes expositions d'art à travers le monde.
Abordant l'utilisation politique de la mémoire en Israël et de la Shoah, Eyal Sivan se fait remarquer pour ses positions antisionistes et pour les sujets qu'il aborde, comme la question de la désobéissance civile. Eyal Sivan est régulièrement invité à donner des cours, des séminaires et des conférences à travers le monde sur la représentation du conflit israélo-palestinien, le documentaire et l'éthique, le crime politique et sa représentation, l'usage politique de la mémoire, la représentation des génocides, etc.
En septembre 2018, il cosigne une tribune dans The Guardian en soutien à l’appel des artistes palestiniens à boycotter l’édition 2019 du concours de l’Eurovision qui doit se tenir en Israël.

## Controverses

### Tribune dans le Monde
En 2001, Sivan publie un article dans Le Monde intitulé « La dangereuse confusion des juifs de France », ce qui entraîne de vives critiques par des personnalités publiques françaises, et un débat sur l'antisémitisme.

### Critiques par Alain Finkielkraut
En 2003, Alain Finkielkraut décrit Eyal Sivan comme « l'un des acteurs les plus en vue de l'antisémitisme juif contemporain, un phénomène difficile et effrayant ». Évoquant également « la haine de Eyal Sivan à l'égard des juifs », Alain Finkielkraut considérait que, pour Sivan, « il s'agit de les tuer, de les liquider, et de les faire disparaître ».
Dans un procès qui se tient en 2006, Eyal Sivan poursuit en diffamation Alain Finkielkraut, mais est débouté en première instance le 27 juin 2006, la cour estimant que cela rentre dans le cadre de l'« analyse critique du travail de Sivan » (lequel travail porte témoignage de ce que, depuis les publications de Theodor Lessing, l’on appelle la Jüdischer Selbsthaß, La Haine de soi : ou le refus d'être juif ).
Eyal Sivan fait appel, mais la Cour estime que Alain Finkielkraut n'impute à Sivan que « des attitudes intellectuelles et, ce faisant : ne lui avait jamais imputé un fait précis dont la vérité pourrait être prouvée ». Bernard-Henri Lévy témoigne en faveur de Finkielkraut lors du procès. La Cour d'appel ne doit pas trancher sur le fond, mais seulement sur les intérêts des parties civiles.

### Menace de mort
Au printemps 2003, alors qu'il rentre d'Israël où il a participé à un séminaire de cinéastes arabes et israéliens, Eyal Sivan affirme avoir reçu une lettre contenant une balle de 22 mm, accompagnée de ces mots : « la prochaine n'arrivera pas par la poste ». Le cinéaste met en cause les personnalités qui l'ont critiqué, les accusant d'entretenir un climat de haine à l'égard de ceux qui critiquent la politique israélienne. Il  dépose plainte pour menaces.

### Annulation d'une subvention pour le filmVacances en Palestine
En juillet 2023, la région Provence-Alpes-Côte-d’Azur répond favorablement à une demande de subvention pour le film Vacances en Palestine dont Eyal Sivan est producteur. Le 26 octobre 2023, dans le contexte de la guerre à Gaza, la subvention est annulée, sous prétexte que le projet serait anti-israélien, ce qui est réfuté par les porteurs dudit projet.

## Œuvre

### Filmographie
- 1987 : Aqabat-Jaber, vie de passage (documentaire)
- 1991 : Izkor, les esclaves de la mémoire (Izkor: Slaves of Memory)
- 1991 : Israland (documentaire)
- 1993 : Itgaber, le triomphe sur soi (documentaire)
- 1994 : Jerusalems : Le syndrome borderline (documentaire)
- 1995 : Aqabat-Jaber, paix sans retour ? (documentaire)
- 1996 : Populations en danger (série documentaire)
- 1997 : Itsembatsemba, Rwanda un génocide plus tard
- 1999 : Un spécialiste, portrait d'un criminel moderne (documentaire), coréalisé avec Rony Brauman
- 2004 : Pour l'amour du peuple (Aus Liebe zum Volk), (documentaire) coréalisé avec Audrey Maurion
- 2004 : Route 181, fragments d'un voyage en Palestine-Israël, (documentaire) coréalisé avec Michel Khleifi
- 2006 : Irak : quand les soldats meurent..., (documentaire) coréalisé avec Jean-Paul Mari
- 2007 : Citizens K, (documentaire), coréalisé avec Georges Mink
- 2009 : Jaffa, la mécanique de l'orange, (documentaire) Télérama
- 2012 : Etat commun, Conversation potentielle (documentaire)
- 2024 : Vacances en Palestine, (documentaire), réalisé par Maxime Lindon (Eyal Sivan est producteur)

### Programmes télévisés
- Réalisation de onze spots télévisés pour la Liste progressiste pour la paix, Israël, 1988.
- Conception d'une soirée thématique sur Jérusalem, Jérusalem, Jérusalems, 1994.
- Direction artistique de Scalpel, une série de 13 émissions de 45 minutes pour Arte, 2001.

### Publications
- Éloge de la désobéissance, coauteur avec Rony Brauman, publié par Éditions Le Pommier/Fayard
- Un État commun : entre le Jourdain et la mer, coauteur avec Éric Hazan, Éditions La Fabrique, 2012.
- Un boycott légitime ; pour un BDS universitaire et culturel d'Israël, avec Armelle Laborie, La Fabrique, 2016.

### Distinctions
- Prix Procirep et mention spéciale du jury FIPA 1991 ; Prix de l'investigation à la Biennale européenne du documentaire Marseille 1991 ; Objectif d'or, Tel Aviv 1991, pour Izkor : Les esclaves de la mémoire.
- Sélection officielle États généraux du documentaire, Lussas 1991, pour Israland.
- Merit Winner au San Francisco International Film Festival 1997 ; mention spéciale au Festival cinéma documentaire de Bilbao 1997, pour Itsembatsemba, Rwanda un génocide plus tard.
- Sélection officielle au Festival de Berlin 1999 ; Prix Adolf-Grimme, Allemagne 2001 ; Prix de la 7e quinzaine du jeune cinéma français, Gênes 2000 ; Prix du festival France cinéma, Florence 1999, pour Un spécialiste, portrait d'un criminel moderne.